# Dražen Mužinić
Dražen Mužinić (Split, 1953. január 25. –) horvát labdarúgó.

## Pályafutása

### A válogatottban
1974 és 1979 között 32 alkalommal szerepelt a jugoszláv válogatottban. Részt vett az 1974-es világbajnokságon és az 1976-os Európa-bajnokságon.

## Sikerei, díjai
Hajduk Split
- Jugoszláv bajnok (4): 1970–71, 1973–74, 1974–75, 1978–79
- Jugoszláv kupa (5): 1971–72, 1972–73, 1973–74, 1975–76, 1976–77